# Peritassa pruinosa
Peritassa pruinosa är en benvedsväxtart som först beskrevs av Berthold Carl Seemann, och fick sitt nu gällande namn av Albert Charles Smith. Peritassa pruinosa ingår i släktet Peritassa och familjen Celastraceae. Inga underarter finns listade.